# نادي لاهاي
يتألف نادي لاهاي من الرؤساء التنفيذيين لثلاثين مؤسسة ومنظمة خيرية كُبرى في أوروبا، بالإضافة إلى أعضاء مراسلين من الولايات المتحدة وآسيا وأستراليا. ويجتمع النادي سنويًا لمناقشة دور العمل الخيري وإدارة المؤسسات بشكل غير رسمي. تأسس النادي عام ١٩٧١م، ويؤكد أنه مستقل عن الحكومات وليس له أي أهداف سياسية.

## أعضاء
الرؤساء التنفيذيون للمؤسسات التالية (اعتبارًا من عام 2012م): 
- المؤسسة الثقافية الفنلندية (فنلندا)
- مؤسسة إسمي فيربيرن (المملكة المتحدة)
- مؤسسة روبرت بوش (ألمانيا)
- مؤسسة الذكرى المئوية الثالثة لبنك السويد (السويد)
- مؤسسة عائلة تشين يت سين (هونغ كونغ)
- مؤسسة جيبرت روف (سويسرا)
- برينس بيرنهارد كولتورفوندس (هولندا)
- مؤسسة ماير (أستراليا)
- كومبانيا دي سان باولو (إيطاليا)
- صندوق أورانج (هولندا)
- مؤسسة تسايت (ألمانيا)
- مؤسسة برنارد فان لير (هولندا)
- صندوق الإخوة روكفلر (الولايات المتحدة)
- مؤسسة جاكوبس (سويسرا)
- مؤسسة فولكس فاجن (ألمانيا)
- مؤسسة جيني وأنتي ويهوري (فنلندا)
- مؤسسة ليفرهولم (المملكة المتحدة)
- مؤسسة أدريانو أوليفيتي (إيطاليا)
- كلية أوروبا الجديدة (رومانيا)
- مؤسسة معهد إمبريزا (إسبانيا)
- مؤسسة فريتز تايسن (ألمانيا)
- معهد فريت أورد (النرويج)
- مؤسسة فيلوكس (الدنمارك)
- مركز المؤسسة الأوروبية (بلجيكا)
- مؤسسة برنسيسا دي أستورياس (إسبانيا)
- Stifterverband für die Deutsche Wissenschaft (ألمانيا)
- مؤسسة الملك بودوان (بلجيكا)
- مؤسسة نوفيلد (المملكة المتحدة)
- مؤسسة كالوست غولبنكيان (البرتغال)
- صندوق ويلكوم (المملكة المتحدة)
- مؤسسة DOTS من أجل مجتمع مفتوح (لاتفيا)